# Lenelies Höhle
Lenelies Höhle, verheiratete Lenelies Höhle-Gadegast (* 1931 in Halberstadt; † 1990) war eine deutsche Opernsängerin (Koloratursopran).

## Leben

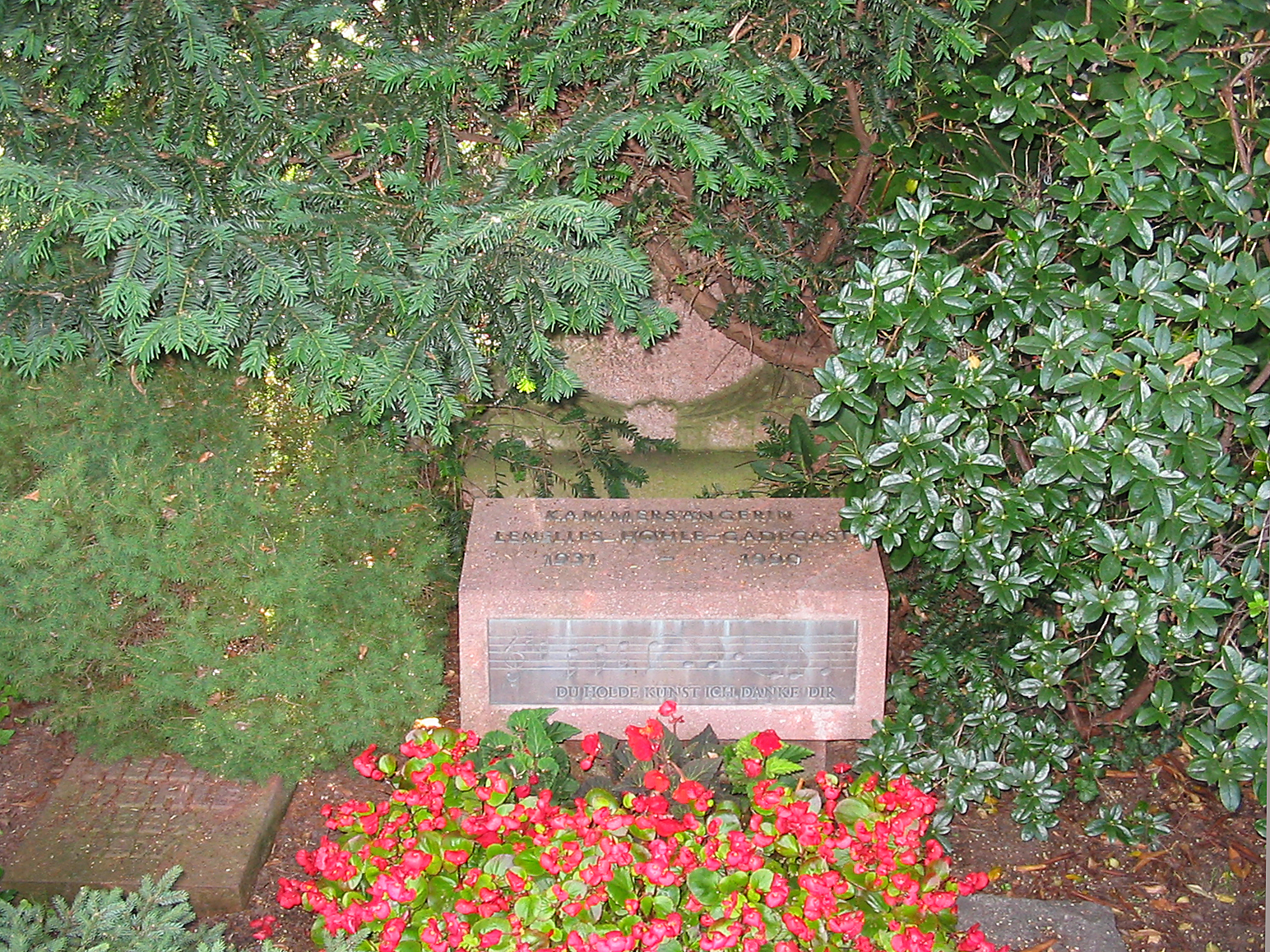
Grabstelle von Lenelies Höhle-Gadegast auf dem Friedhof Radebeul-West

Nach ihrem Gesangsstudium bei Emmy Arndt-Reinhold lernte sie von 1948 bis 1951 das Bühnenfach bei Karl Birk am Staatlichen Konservatorium in Quedlinburg.
Ihr Debüt gab sie in Plauen als Lauretta in Puccinis Oper Gianni Schicchi. Dort war sie von 1953 bis 1954 als Opernsoubrette am Stadttheater engagiert. Ab 1954 sang sie als Koloratursoubrette an den Landesbühnen Sachsen in Radebeul. Darüber hinaus war sie als Sängerin Teil des Rundfunkunterhaltungsorchesters Erich Donnerhack, Leipzig.
Sie erhielt 1970 den Ehrentitel einer Kammersängerin.
1989 spielte sie in der Polizeiruf-110-Folge Trio zu viert die Kammersängerin Bomsberg.
Höhle-Gadegast wohnte im Radebeuler Stadtteil Kötzschenbroda in der um 1860 errichteten, heute denkmalgeschützten Villa Dora auf der Meißner Straße 226. Höhle-Gadegast ist auf dem Friedhof Radebeul-West beerdigt.

## Rollen
| Adolphe Adam: - Rose in Der Postillon von Lonjumeau Eugen d’Albert: - Pepa und Nuri in Tiefland L. Frank Baum und Harold Arlen: - Eine Dame aus Oss in Der Zauberer von Oss Georges Bizet: - Micaela in Carmen Domenico Cimarosa: - Elisetta in Die heimliche Ehe Paul Dessau: - Die Pröbstin in Puntila Gaetano Donizetti: - Norina in Don Pasquale Antonín Dvořák: - Julia, Bohus’ Gattin, in Der Jakobiner Werner Egk: - Solveig und Schwarzer Vogel in Peer Gynt Friedrich von Flotow: - Lady Harriet Durham in Martha Jean Gilbert: - Susanne in Die keusche Susanne Charles Gounod: - Margarete in Margarete Karl-Rudi Griesbach: - Loane, eine Kupplerin, in Aulus und sein Papagei Robert Hanell: - Die Gräfin in Reise mit Joujou Joseph Haydn: - Flaminia in Die Welt auf dem Monde Paul Hindemith: - Die Tochter in Cardillac Kurt Hoffmann und Franz Grothe: - Wirtin in Das Wirtshaus im Spessart Engelbert Humperdinck: - Stimme des Sandmännchens und des Taumännchens in Hänsel und Gretel Leoš Janáček: - Füchslein Schlaukopf in Das schlaue Füchslein Emmerich Kálmán: - Cilike in Die Csárdásfürstin Eduard Künneke: - Wilhelmine Kuhbrot in Der Vetter aus Dingsda Paul Kurzbach: - Mitglied des Soloquartetts in Thomas Müntzer Paul Lincke, Jean Gilbert und Walter Kollo: - Solistin in Berliner Luft Frederick Loewe: - Mrs. Pearce in My Fair Lady Albert Lortzing: - Undine in Undine - Marie in Der Waffenschmied - Marie in Zar und Zimmermann |  | Guido Masanetz: - Barbara in Sprengstoff für Santa Inés Pietro Mascagni: - Lola in Cavalleria rusticana Jules Massenet: - Manon Lescaut in Manon Carl Millöcker: - Laura in Der Bettelstudent - Carlotta in Gasparone Richard Mohaupt: - Glucke, die Henne in Die Bremer Stadtmusikanten Wolfgang Amadeus Mozart: - Donna Elvira in Don Giovanni - Cherubino und Marzellina in Die Hochzeit des Figaro - Papagena und Königin der Nacht in Die Zauberflöte Otto Nicolai: - Frau Fluth in Die lustigen Weiber von Windsor Jacques Offenbach: - Juno in Orpheus in der Unterwelt - Helena in Die schöne Helena - Marianne in Die verwandelte Katze Giacomo Puccini: - Kate Pinkerton in Madama Butterfly Dmitri Schostakowitsch: - Axinja, die Köchin in Katerina Ismailowa Bedřich Smetana: - Marie in Die verkaufte Braut Johann Strauss (Sohn): - Adele in Die Fledermaus - Saffi in Der Zigeunerbaron Arthur Seymour Sullivan: - Pitty-Sing in Der Mikado Franz von Suppè: - Lidia in Banditenstreiche - Beatrice in Boccaccio Giuseppe Verdi: - Giovanna in Rigoletto - Ines in Der Troubadour Rudolf Wagner-Régeny: - Philomène in Die Bürger von Calais Carl Maria von Weber:. - Ännchen in Der Freischütz Ermanno Wolf-Ferrari: - Lucieta und Frau Felice in Die vier Grobiane Carl Zeller: - Kurfürstin in Der Vogelhändler Alexander Zemlinsky: - Frau Häberlein in Kleider machen Leute |